# La procesión del Rocío
La procesión del Rocío, Op. 9, es un poema sinfónico compuesto por Joaquín Turina en 1912 en París. La pieza fue estrenada el 30 de marzo de 1913 en el Teatro Real de Madrid por Enrique Fernández Arbós, dedicatario de la obra, dirigiendo la Orquesta Sinfónica de Madrid. Existe una versión para piano realizada por el compositor entre el 6 y el 10 de junio de 1913. Esta fue vendida al editor Rouart, Lerolle & Cie el 14 de junio de 1913 por 50 francos. El estreno de la versión para banda, de Ricardo Villa, a cargo de la Banda Municipal de Madrid, tuvo lugar el 6 de marzo de 1914.

## Historia
La procesión del Rocío Op. 9 de Turina fue compuesta en París, durante su período de estudio en la Schola Cantorum de la capital francesa. Aunque la obra forma parte, por ende, de su primera etapa compositiva, ya se deja ver un depurado estilo compositivo casi acorde al de las últimas obras. Este poema sinfónico se inspira en la tradición religiosa que tiene lugar cada año en la Aldea del Rocío (Almonte, Huelva), en la que la imagen de la Virgen es procesionada por la aldea enmarcada en la Romería del Rocío. Concretamente refleja la festiva vuelta de la romería de la hermandad del Rocío del barrio sevillano de Triana. El autor consigue transmitirnos el ambiente festivo y devocional de la procesión, desde la alegría de sus danzas espontáneas al fervor religioso, utilizando una gran paleta orquestal de colores brillantes y fastuosos.

## Orquestación
La obra está orquestada para flautín, 2 flautas, 2 oboes, corno inglés, 2 clarinetes, clarinete bajo, 2 fagotes, contra fagot, 4 trompas, 3 trompetas, 3 trombones, tuba, timbales, percusión, 2 arpas, y cuerda.

## Estructura
En la partitura original, en francés, Turina indica lo siguiente:
«Todos los años, en el mes de junio, la Procesión del Rocío, en la que toman parte las familias más importantes de la ciudad, hace su entrada en Triana en honor de la Virgen, cuyo estandarte desfila con música de bandas en medio de una brillante cabalgata, sobre un carro de plata tirado por bueyes. Toda Triana está de fiesta: las soleás suceden a las seguidillas y un borracho entona un garrotín. Pero pronto llega la procesión, anunciada por un flautista y un tambor: el tema religioso, expuesto varias veces, estalla triunfantemente, mezclado con los acentos de la Marcha Real y el ruido de las campanas sonando con mucha fuerza. Se retoman los cantos y las danzas, pero su rumor no tarda en decrecer hasta apagarse por completo».
Triana en fiesta
El primer movimiento de la obra, Triana en fiesta, es ligero y divertido. Turina utiliza las danzas españolas soleá y seguidilla para reforzar la idea de un festival. La soleá es una danza andaluza gitana de estilo flamenco y aparece a inicio de la pieza alternando los compases de 3/4 y 6/8. La seguidilla también es una danza andaluza. Esta danza se suele interpretar en métrica ternaria y alterna líneas melódicas largas y cortas. Ambas danzas están a contratiempo y reflejan la influencia española. Serán temas recurrentes a lo largo de toda la pieza. Tal y como apunta Turina en su descripción programática de la pieza aparece un borracho que enciende petardos y perturba el festival. Este borracho tendrá un tema propio que también aparecerá varias veces en la pieza. Tras un gran crescendo, una trompeta introduce un tema «bamboleante». Algunas fuentes apuntan que el tema del borracho pueda haber tenido inspiración en una danza flamenca conocida como garrotín; sin embargo Turina no hace mención a este hecho en la descripción.
Escrito en la tonalidad de sol mayor y lleva la indicación Allegro vivo, que marca el tempo que predominará en casi todo el movimiento. Al igual que en la música flamenca, se utilizan modos pirgios durante el primer movimiento y a lo largo de toda la pieza. La armonía sigue las progresiones armónicas habituales con alguna aparición de armonía típicas del flamenco: I – V – iii – ii bemol – I. La sección de viento madera debe interpretar rápidos staccatos y largas escalas melódicas. También presenta abundantes solos orquestales.
La procesión
La procesión marca el comienzo de la procesión del Rocío. El segundo movimiento se ejecuta inmediatamente después del primero sin interrupción o attacca. En este movimiento el tempo se ralentiza un poco, con la indicación Allegretto mosso y el compás utilizado difiere en que es 2/4 (métrica binaria). Turina incluye tres nuevas ideas temáticas en este movimiento. La procesión comienza con tambores sobre un bordón en los metales. Un solo de flauta introduce el tema procesional, que es seguido por un tema religioso en los metales graves de carácter cálido y suntuoso. La procesión termina con tañidos de campanas y se escucha la Marcha Real brevemente en la trompeta. Turina introduce de nuevo material temático de las danzas del primer movimiento con la intención de indicar que hay una celebración tras la procesión. Para concluir, el compositor crea la ilusión de que la procesión se aleja reduciendo la plantilla instrumental.
Este movimiento requiere flautistas dotados dado que el tema procesional es muy rítmico y debe ser interpretado como una canción popular. La nota de pedal en los graves es un solo pero puede repartirse entre dos músicos tocando y respirando de forma intercalada. El movimiento comienza en la tonalidad de do mayor y concluye en la tonalidad inicial de sol mayor.

## Estrenos posteriores
La primera audición orquestal en Sevilla tuvo lugar el 16 de abril de 1913 en el teatro San Fernando a cargo de los mismos intérpretes que la estrenaron en Madrid. El estreno en París tuvo lugar en la Sala Gaveau el 24 de mayo de 1913, en el transcurso de un concierto de la Société Nationale de Musique. La orquesta fue dirigida por Turina. El 29 de octubre de 1913 actuó la Orquesta Sinfónica, de Madrid, en el teatro de los Campos Elíseos, de París, en un concierto patrocinado por los Reyes de España. En el programa figura La procesión del Rocío. La dirección de orquesta estuvo a cargo de Fernández Arbós.